# Коридор Сіліґурі

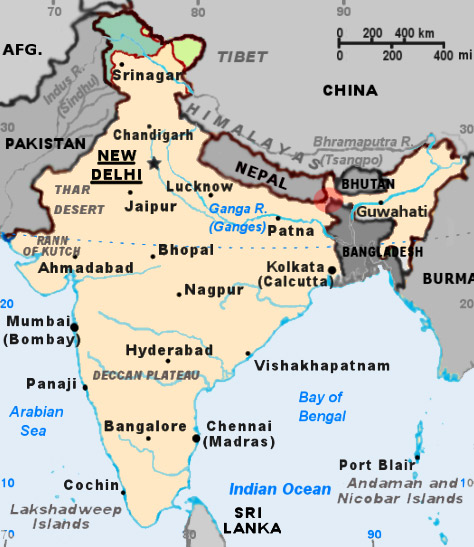
Коридор Силігурі позначено червоним

Коридор Силігурі (англ. The Siliguri Corridor), відомий також як «Шийка курчати» (англ. Chicken’s Neck) — вузька смуга індійської території, що з'єднує північно-східні штати Індії з іншою частиною Індії.
Ширина коридору становить від 21 до 40 кілометра, на півночі проходить кордон з Непалом, на півдні — з Бангладеш.
На терені коридору знаходиться місто Силігурі — головний транспортний вузол, що з'єднує основну частину Індії, північно-східні штати Індії, Непал та Бутан.
Коридор Силігурі було створено у 1947, після розділу Бенгалії між Індійської Республікою та Східною Бенгалією, яка тоді була частиною Пакистану, а пізніше стала незалежною державою Бангладеш. Зона посилено патрулюється армією і спецслужбами Індії. Відомі випадки незаконних переміщень у районі коридору бангладеських заколотників і непальських повстанців, а також торговців наркотиками та зброєю.
У 2002, між чотирма країнами — Індією, Непалом, Бутаном і Бангладеш — розглянуто питання організації торгівлі між цими чотирма країнами в зоні коридору без обмежень.